# Lac de Crotel
Le lac de Crotel est un petit lac sur la commune française de Groslée dans le département de l'Ain dans la région Auvergne-Rhône-Alpes.

## Géographie
Il est situé dans la montagne de Tentanet, à côté de la Côte du Lac, à 535 mètres d'altitude, au fond d'une combe. Le sentier de grande randonnée GR 59 passe juste au-dessus de lui, à l'est.
Il est situé au nord-ouest du Mont Pela (595 m) à moins d'un kilomètre. Les lacs voisins sont les lacs de Conzieu et le lac d'Armaille.

## Écologie
Le lac de Crotel est référencé comme une ZNIEFF de type I, d'une superficie de 8,17 hectares. Parmi l'entomofaune, on remarquera les libellules, en particulier l'Agrion délicat (Ceriagrion tenellum) sur le tout le pourtour du lac. Celui-ci est entouré par une cladiaie, et une phragmitaie très dense ne laissant pas d'accès au plan d'eau.